# Daraar
Pour plus de détails, voir Fiche technique et Distribution.
Daraar (दरार) est un film thriller psychologique romantique indien, produit et réalisé par Abbas-Mastan, sorti en 1996.

## Fiche technique
Sauf indication contraire, les informations mentionnées dans cette section peuvent être confirmées par la base de données cinématographiques IMDb,  présente dans la section « Liens externes ».
- Titre : Daraar
- Titre original : दरार
- Réalisation : Abbas-Mastan
- Scénario : Sachin Bhowmick
- Dialogues : Aadesh K. Arjun
- Direction artistique : R. Verman Shetty
- Costumes : Neetu Kapoor, Shabina Khan
- Maquillage : Kailash Prasad
- Photographie : Thomas A. Xavier
- Montage : Hussain A. Burmawala
- Musique : Sandeep Chowta, Anu Malik
- Paroles : Rahat Indori, Shaheen Iqbal, Rani Malik, Majrooh Sultanpuri
- Production : Sujit Kumar
- Sociétés de production : Shree Shiv Bhakti Films, Venus Records & Tapes
- Sociétés de distribution : Eros Entertainment
- Société d'effets spéciaux : Cine Magic
- Pays d'origine :  Inde
- Langue originale : Hindi
- Format : Couleurs - 2,35:1 - Dolby Digital - 35 mm
- Genre : Action, drame, romance, thriller
- Durée : 105 minutes (1 h 45)
- Dates de sorties en salles :
  -  Inde : 5 juillet 1996

## Distribution
- Rishi Kapoor : Raj Malhotra
- Juhi Chawla : Priya Bhatia
- Arbaaz Khan : Vikram
- Sushma Seth : Mme Malhotra
- Sulabha Arya : Nirmala Bhatia
- Johnny Lever : Hari
- Dinesh Hingoo : Maulana